# Foreningen til Fremskaffelse af Boliger for Ældre og Enlige
Foreningen til Fremskaffelse af Boliger for Ældre og Enlige blev stiftet d. 11. nov. 1954 af 
- Den Almindelige Danske Lægeforening
- Danske Bankfunktionærers Landsforening (nu: Finansforbundet)
- Dansk Samvirke (nu: Danes Worldwide)
- Dansk Sygeplejeråd
- Gymnasieskolernes Lærerforening

Foreningen blev stiftet for at skaffe boliger til organisationernes medlemmerne, men også til andre ældre og enlige, hvis boligerne ikke var blev optaget af organisationernes egne medlemmer. Foreningen har ønsket at skabe visionære nye boligtyper der specielt var velegnede til ældre og andre enlige. Dette er bl.a. tilstræbt ved opføre byggeri med et bredt udsnit af kollektive faciliteter.

Foreningen har i sin levetid opført:
- Adelaide, Gentofte
- Antvorskov, Slagelse
- Bagatelle, Gentofte
- Birkebo, Helsingør
- Esbjerg Kollektivhus, Esbjerg
- Fredensborghusene, Fredensborg
- Frederiksgården, Frederiksberg
- Hareskovbo, Gladsaxe
- Hellebo, Helsingør
- Holstebro Kollektivhus, Holstebro
- Langenæsbo, Århus
- Langenæshus, Århus
- Margrethe Hjemmet, Roskilde
- Margrethegården, Roskilde
- Randers Kollektivhus, Randers
- Ryetbo, Værløse
- Sandmarksbo, Køge
- Silkeborghus, Silkeborg
- Skansedal, Hillerød
- Sophie Amalie Gården, Frederiksberg
- Aabenraa Kollektivhus, Aabenraa

## Ekstern kilde/henvisning
- Foreningen til Fremskaffelse af Boliger for Ældre og Enlige – officiel website Arkiveret 2. december 2017 hos  Wayback Machine